# Calleigh Duquesne
Detective Calleigh Duquesne is een personage uit de televisieserie CSI: Miami. Ze wordt gespeeld door Emily Procter.

## Achtergrond
Calleigh is een ballistiekspecialist afkomstig uit Darnell, Louisiana. Ze spreekt naast Engels ook Spaans en heeft natuurkunde gestudeerd aan de Tulane University. Toen ze nog werkte voor het New Orleans politiedepartement kreeg ze de bijnaam "Bullet Girl".
Calleigh is een eeuwige optimist met een zonnige uitstraling. Deze houding staat haar taak om criminelen te arresteren niet in de weg. Ze is geliefd bij al haar collega’s, hoewel ze haar soms iets “te blij” vinden. Ze gelooft niet in vloeken of het bovennatuurlijke, maar wel in karma (aflevering 5-06, Curse of the Coffin). Hoewel haar tijd bij de CSI haar al in contact heeft gebracht met intens geweld is ze het bangst voor mieren. Een angst waar Eric Delko haar overheen probeert te helpen.
Calleighs vader, Kenwall "Duke" Duquesne, is een advocaat met alcoholproblemen die al meerdere malen probeerde van zijn verslaving af te komen. Eenmaal loog ze zelfs tegen haar baas om haar vader te beschermen toen het erop leek dat hij in zijn dronken toestand iemand had doodgereden (aflevering 3-03, Under the Influence).

## Relaties
Calleigh had een korte relatie met detective John Hagen, voormalig partner van Horatio Caines broer Raymond. In de finale van seizoen 3 stal een zwaar depressieve Hagen een cruciaal stuk bewijs van een plaats delict, waarschijnlijk met het plan later te doen alsof hij het gevonden had. Helaas voor hem ontdekte Calleigh dit toen ze de plaats kwam fotograferen. Hagen dacht dat Calleigh hem gezien had en hield een pistool tegen haar hoofd. Vervolgens ging hij er snel vandoor. Later, toen Hagen zelfmoord pleegde in haar ballistieklab, herkende Calleigh het schot van het pistool meteen. Later vond ze het vermiste stuk bewijs in Hagens jaszak (aflevering 3-24, 10-7).
Ze had ook een relatie met Speciaal Agent Peter Elliot, een Fed van de Financial Crimes Division, maar brak met hem toen ze ontdekte dat hij al verloofd was met State Attorney Monica West.
Ryan Wolfes eerste zaak toen hij bij het lab kwam, was onderzoeken of Calleighs vader iemand had doodgereden toen hij onder invloed was. Dit was niet echt een goede start van Calleigh en Ryans relatie. Calleigh accepteerde Ryan echter al snel.
Gedurende een onderzoek in 2006 dook wederom een van Calleighs oude liefdesinteresses op: een undercover politieagent genaamd Jake Berkeley.

## Andere belangrijke gebeurtenissen
Toen aan het eind van seizoen 3 John Hagen zelfmoord pleegde stopte Calleigh een tijdje met ballistiek. Ze keerde weer terug toen ze zag hoe incompetent haar opvolger was (aflevering 4-10, Shattered).
Toen Horatio Caine en Eric Delko naar Brazilië gingen om de moordenaar Antonio Riaz te achtervolgen, kreeg Calleigh tijdelijk bevel over het lab. Ze hielp de twee zelfs nog een substantie te analyseren wat hen dichter bij Riaz bracht (aflevering 5-01, Rio).
Calleigh kwam een keer bijna om toen ze op de terugweg was van een plaats delict en een ander voertuig haar ramde zodat ze te water raakte. Ze kon ontsnappen, maar veel van de bewijsstukken in haar auto raakten beschadigd (aflevering 5-02, Going Under).
Calleigh werd een keer neergeschoten toen ze een verdachte confronteerde, maar haar Kevlarvest beschermde haar tegen ernstige verwondingen (aflevering 5-09, Going, Going, Gone).
Calleigh werd met een wapen tegen haar hoofd bedreigd maar Calleigh pakte haar eigen dienstwapen en schoot de auto waar in ze zaten kapot. (aflevering 6-09, Stand your Ground)
Calleigh werd een keer ontvoerd naar aanleiding van een website die Cooper gemaakt had omdat hij boos was op Calleigh. Zij had ervoor gezorgd dat hij ontslagen was. Calleigh werd met choloform verdoofd en zo vocht ze niet terug. Vervolgens moest ze een moord coveren. Ze werd gered door Horatio, Eric, Ryan en Frank die via aanwijzingen bij de plaats waar ze naartoe wordt gebracht wachten. (aflevering 6-15 6-16, Ambush en All in)

## Citaten
- Horatio: So what do you get when a six-foot man lays down with a three-foot rifle?
- Calleigh: Hot flashes, but that's just me.

- Calleigh: Do you believe her story?
- Horatio: That depends on whether or not you like to see men in your underwear.
- Calleigh: Personally? Leather chaps... nothing else... (Beat) That was a joke.
- Horatio: I know.

- Calleigh: That smells good.
- Eric: What, cafe Cubano? Puts some hair on your chest.
- Calleigh: Don't you just say the sweetest things?

- Calleigh: (Upon entering her gun vault, she stops, smiles and sighs) Be still, my heart.